# Ganguel
Ganguel (auch: Guanguel, Guinguel, Kangel) ist ein Dorf im Arrondissement Niamey V der Stadt Niamey in Niger.

## Geographie

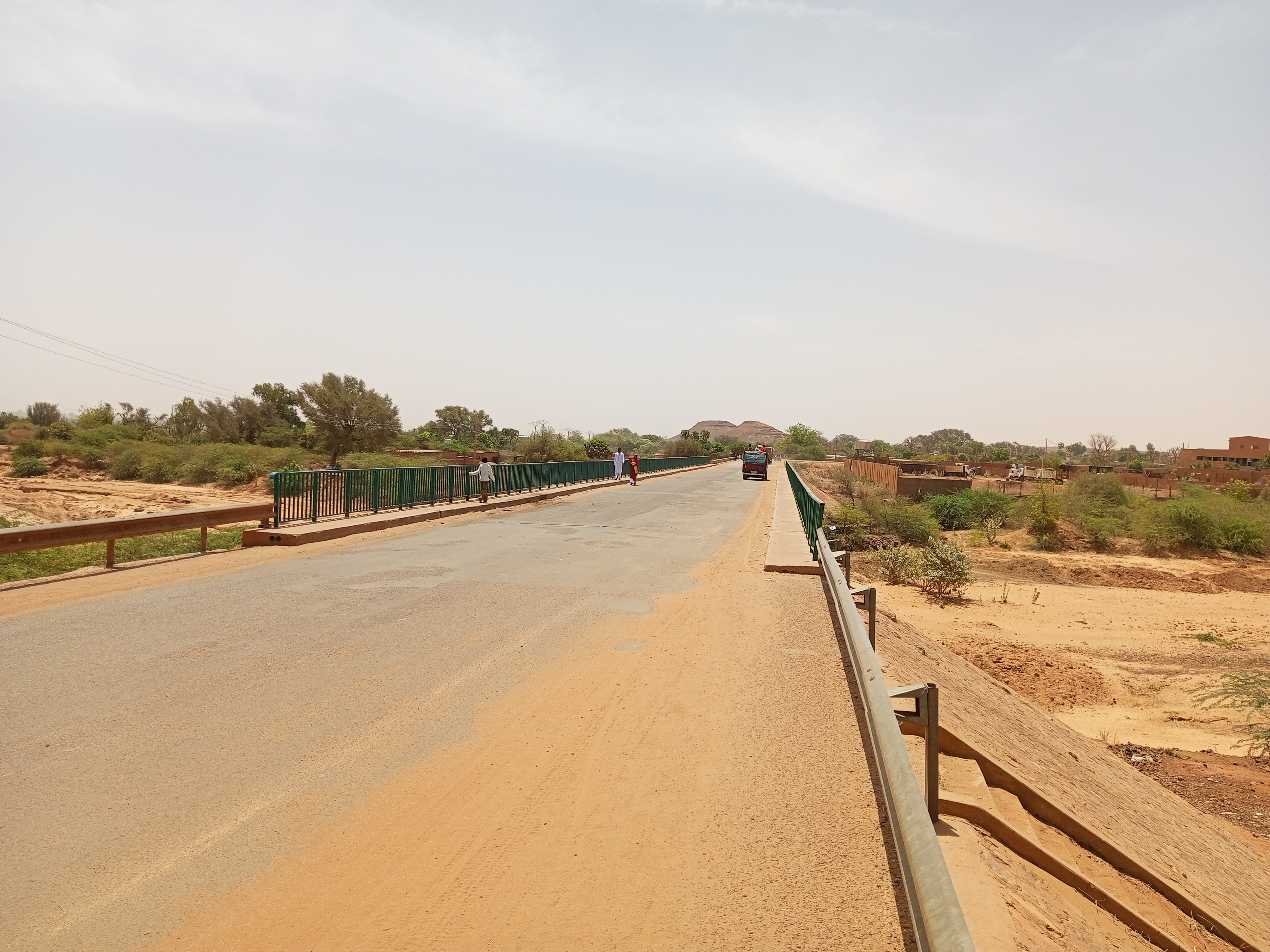
Straßenbrücke in Ganguel (2023)

Das von einem traditionellen Ortsvorsteher (chef traditionnel) geleitete Dorf befindet sich an der nach Téra führenden Nationalstraße 4 im Nordwesten des ländlichen Gebiets von Niamey V. Zu den umliegenden Siedlungen zählen das Dorf Kossey im Nordwesten, das Dorf Kourtéré Samboro im Osten, das Dorf Kourtéré Boubacar Péage im Südosten und der Weiler Kolonsa im Westen. Bei Ganguel verläuft das 17 Kilometer lange Trockental Kourtéré Gorou, das hinter dem Dorf Kourtéré Samboro in den Fluss Niger mündet.

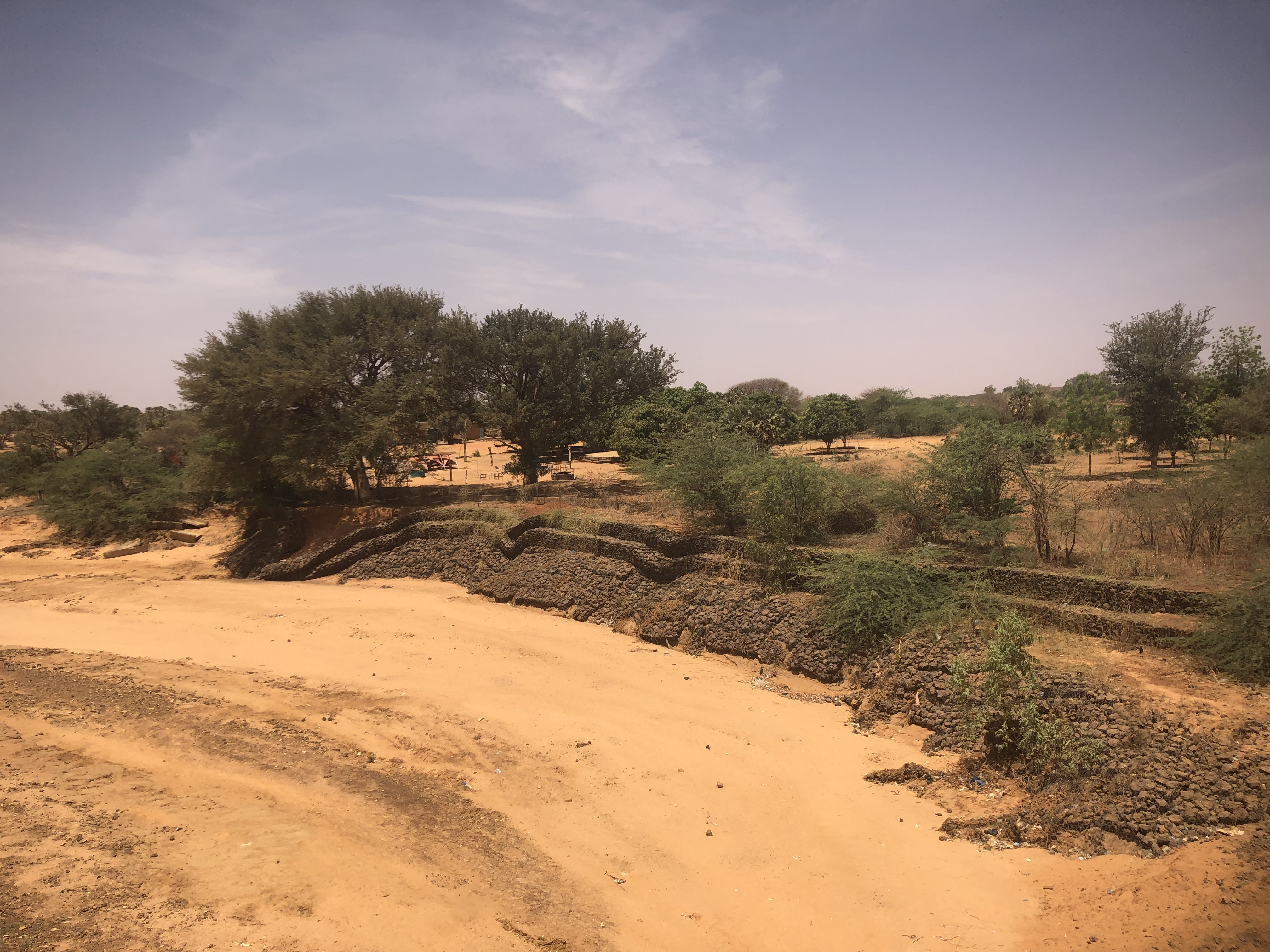
Bäume am Rand eines Trockentals bei Ganguel (2023)

Die Böden in Ganguel bestehen aus sandigem Lehm. Auf den Bauernhöfen wachsen einheimische Obstbäume wie Mangos, Guaven, Papayas und Zitruspflanzen sowie exotische Bäume wie Eukalypten und Niembäume, ferner Meerrettichbäume und Wunderbäume. In der Krautschicht gedeihen unter anderem Sandmalven und Cenchrus biflorus.

## Geschichte
Ganguel bestand bereits in den 1970er Jahren, als sich die Stadt Niamey auf das rechte Ufer des Nigers auszudehnen begann. Das Dorf gehörte noch Ende des 20. Jahrhunderts zum Arrondissement Kollo, bis es in Niamey eingemeindet wurde.

## Bevölkerung
Bei der Volkszählung 2012 hatte Ganguel 303 Einwohner, die in 43 Haushalten lebten. Bei der Volkszählung 2001 betrug die Einwohnerzahl 214 in 32 Haushalten und bei der Volkszählung 1988 belief sich die Einwohnerzahl auf 1241 in 174 Haushalten.

## Wirtschaft und Infrastruktur
Im Dorf gibt es eine Grundschule. Diese war in den 1970er Jahren an einem groß angelegten Schulfernsehen-Projekt beteiligt, aus dem das erste nationale Fernsehprogramm der staatlichen Rundfunkanstalt ORTN hervorging.